# Gilles Laurendon
Gilles Laurendon, né le 18 décembre 1957, est un auteur français.

### Romans
- Le village flottant, Éditions Stock 2014
- Les Mariés de la Tour Eiffel, (nouvelle, in Ouvrage collectif), Éditions du Centre Pompidou 2013
- Paradis ! Paradis !, Éditions Belfond, 2004
- Les buveurs d’infini, Éditions Belfond, 2003
- La feuille, Éditions Régine Deforges, 1986
- Sandor, Éditions Regine Deforges, 1985

### Essais, histoire, documents
- Un guerrier d’occasion, journal illustré du fantassin Pierre Perrin, Éditions Ouest-France, 2012
- Voyage aux pays du rhum, avec des peintures de Titouan Lamazou, Cherche-Midi Éditeur, 2011
- Dans les secrets de la police, ouvrage collectif, Éditions de L’iconoclaste, 2008
- Paroles de Chats, Éditions Calmann-Lévy, 2004
- Le cirque, Éditions Milan, 2004
- Au temps des leçons de choses, Éditions  Calmann-Lévy, 2003
- La grande aventure du Nouveau Cirque (avec le Centre National des Arts du Cirque), 2001, Cherche-Midi Éditeur
- Histoire de la chambre d’enfants, Cherche-Midi Éditeur, 2002
- Godin ou l’invention gourmande, Cherche-Midi Éditeur, 2000
- Dictionnaire des enfants célèbres, Éditions Hachette, 1997
- Paris-catastrophes, Éditions Parigramme, 1997
- Dictionnaire des métiers d’autrefois, Éditions Hachette, 1996
- Magiciens des boulevards, Éditions Parigramme, 1995
- Métiers oubliés de Paris, Éditions Parigramme, 1994, nouvelle édition en novembre 2005
- Canulars et autres supercheries, Éditions Ramsey, 1991

### Livres pratiques, cuisine
- Le grand quizz du parfait gastronome, Éditions Ouest-France, 2013
- La cuisine des jours heureux, Éditions Ouest-France, 2012
- Recettes pittoresques et insolites de nos régions, Éditions Ouest-France, 2012
- Cuisine des monastères, Éditions Marabout, 2012
- Recettes et secrets des monastères, Éditions Marabout, 2010
- Fait maison, ouvrage collectif, Éditions Marabout, 2010
- Riz gourmand, Éditions Marabout, 2004
- Délices de lait, Éditions Marabout, 2003 : Gourmand Awards 2003
- Le Larousse des desserts des copains, Éditions Larousse, 2003
- Le Larousse de La cuisine des copains, Éditions Larousse, 2002
- Conserves maison, Éditions Marabout, 2002
- Recettes & autres histoires de poules (Cuisine), Éditions Marabout, 2001 :
- Gâteaux de mamie, Éditions Marabout, 2001
- La cuisine des fées, Éditions du Chêne, 1999

Collection Les grands classiques de la gastronomie Éditions Payot & Rivages
- Antonin Carême, L’Art de la cuisine française au XIXe siècle (T1)
- Dictionnaire portatif de cuisine (XVIIIe siècle)
- L’Art de la cuisine française au XVIIe siècle
- Six siècles de confitures

Coffret aux éditions Librio, 2003
- La cuisine des explorateurs
- La cuisine du Far-west
- La cuisine des Indiens
- La cuisine du désert
- La cuisine des pirates